# كيتشي أودا
كيتشي أودا (باليابانية: 小田喜一؛ بالكانا: おだ きいち) هو طيار بطل ياباني، ولد في 1913 في نييغاتا في اليابان، وتوفي في 10 ديسمبر 1944 في جزر بونين في اليابان.